# P.O. Box 1142

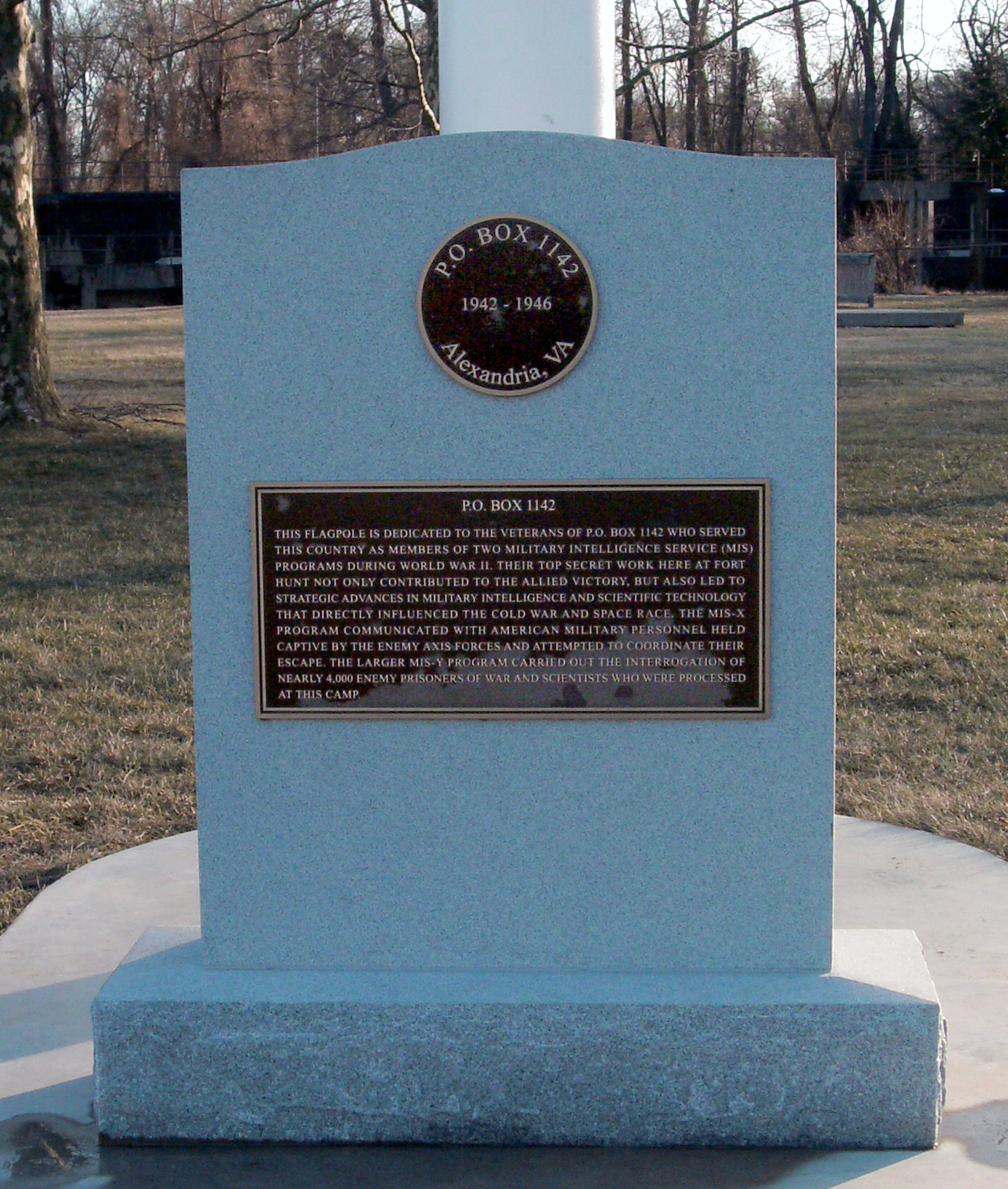
Мемориальный знак на месте лагеря

P.O. Box 1142 — секретное учреждение американской военной разведки, осуществлявшее деятельность во время Второй мировой войны.
Американская Служба военной разведки (MIS) имела два подразделения, известных как MIS-X и MIS-Y.
Задачей MIS-X было содействие побегам американских военнопленных.
Задачей MIS-Y был допрос военнопленных противника. Эта служба была известна по своему почтовому адресу «P.O. Box 1142.» Многие следователи из P.O. Box 1142 были еврейскими иммигрантами, бежавшими из Германии в детстве. Их привлекали к сотрудничеству с MIS-Y по причине знания ими немецкого языка и немецкой культуры, и с учетом их личной заинтересованности в победе над нацистами.
Среди известных заключённых этого учреждения был ракетчик Вернер фон Браун, шпион Рейнхард Гелен и Хейнц Шлике, изобретатель инфракрасного детектора.
Командир германской подводной лодки U-515 Вернер Хенке тоже был заключённым этой тюрьмы и погиб в ней при попытке к бегству.
P.O. Box 1142 располагался в Форт-Хант, Вирджиния,, на землях, когда-то принадлежавших Джорджу Вашингтону. Здесь допрашивали германских учёных, подводников и военнослужащих. P.O. Box 1142 получал ценную информацию от германских военнопленных и контактировал с военнопленными союзников в Европе. Существование лагеря нарушало Женевские конвенции, так как Международный комитет Красного Креста не извещался о перемещении и местонахождении военнопленных, однако пытки к ним не применялись. Проведённая в Форт-Хант работа способствовала победе союзников во Второй мировой войне. Кроме того, она существенно поспособствовала прогрессу в научных технологиях и военной разведке, что напрямую повлияло на ход холодной войны. Лагерь начал свою работу в 1942 году и просуществовал четыре года. В 1946 году все основные здания лагеря, включая 100 казарм, окруженных колючей проволокой и сторожевыми вышками, были снесены бульдозерами. Об их существовании стало известно общественности только в начале 2000-х годов, когда Служба национальных парков раскрыла некоторые детали истории форта.
В октябре 2007 года группа бывших сотрудников P.O. Box 1142 снова собралась вместе впервые после завершения войны и дала комментарии относительно их деятельности в лагере и общения с немецкими военнопленными, а на первоначальном месте расположения P.O. Box 1142 были установлены флагшток и мемориальная доска в знак признания их вклада.
Комендантами лагеря были: полковник Дэниэл У. Кент (с 1 июля 1942 года по 21 октября 1942 года); полковник Расселл Х. Суит (21 октября 1942 по 1 февраля 1943); полковник Джон Л. Уокер (1 февраля 1943 по 18 июля 1945); полковник Зеннас Р. Блисс (18 июля 1945 до закрытия в 1946 году).

## Процесс допроса
Со временем бывшие надзиратели и следователи P.O. Box 1142 старели, информация рассекречивалась, и общественности становились известны более тонкие детали работы P.O. Box 1142. Между 1942 и 1946 годами военные следователи в лагере допросили более 3400 заключенных, из которых более 500 были учеными, прибывшими в Соединенные Штаты в рамках операции «Скрепка». Во время этих интервью сотрудниками P.O. Box 1142 была получена существенная информация о достижениях Германии в ракетостроении, обнаружены сведения о реактивных двигателях, системах вооружений и таких крупных немецких проектах, как создание торпед с акустической системой самонаведения. Впоследствии Соединенные Штаты смогли воспользоваться этой информацией и разработать эффективную систему противодействия таким торпедам.
Бывшие сотрудники утверждают, что не применяли физического насилия и не практиковали пытки, однако использовали психологические уловки, стремясь запугать ученых. Например, допрашиваемому могли намекнуть о возможности выдачи его советской стороне с соответствующими последствиями. Рейнджер Cлужбы национальных парков Брэндон Бис опросил более 70 бывших следователей из P.O. Box 1142 и сообщил: «Насколько нам известно, нет. Здесь не применялись пытки. Этот вопрос задавался в каждом интервью, проведенном Службой национальных парков, и мы не нашли никаких доказательств того, что здесь произошло что-либо, даже отдаленно напоминающее пытки».
Руди Пинс, следователь в Форт-Ханте:

Русско-американские солдаты Алекс Щидловский и Александр Даллин переодевались в русскую форму и присутствовали на допросах. Мы играли в хорошего и плохого полицейского. Если вы не против поговорить, то отлично, отправляйтесь в замечательный лагерь для военнопленных  Форт-Мид. В противном случае вы рискуете отправиться в СССР. Ну, и угадайте, что они предпочли?
Оригинальный текст (англ.)Russian American soldiers Alex Schidlovsky and Alexander Dallin would dress in Russian uniforms and they would attend the interrogations. We would play good cop, bad cop. If you want to talk, okay you can go to a nice POW camp in Fort Meade. Otherwise, you could go to the Soviet Union. And guess what they preferred?
— Sutton, Robert K. Nazis on the Potomac: The Top-Secret Intelligence Operation that Helped Win World War II. — Philadelphia and Oxford : Casemate Publishers, 2021. — P. 83. — ISBN 978-1-61200-987-2.
Джордж Френкель, американский следователь:

В процессе многочисленных допросов я ни разу не поднял ни на кого руку. Мы извлекли информацию в борьбе умов. И я горд сообщить, что никогда не шел на сделку с совестью.
Оригинальный текст (англ.)
During the many interrogations, I never laid hands on anyone. We extracted information in a battle of the wits. I'm proud to say I never compromised my humanity.
— Dvorak, Petula. Fort Hunt's Quiet Men Break Silence on WWII. Washington Post (6 октября 2007). Дата обращения: 26 февраля 2017.

## Позднейшее восприятие
В 2001 году немецкий историк Зёнке Найтцель обнаружил около 150 000 страниц протоколов допросов и стенограмм из прослушиваемых комнат, записанных в Трент-парке и Форт-Ханте. Он проанализировал их вместе с социальным психологом Харальдом Вельцером, и они опубликовали несколько книг о своих результатах:
- Найтцель. З. Перехвачено: немецкие генералы в британском плену 1942-1945 (нем. Abgehört: Deutsche Generäle in britischer Kriegsgefangenschaft 1942–1945). — Берлин : Propyläen Verlag, 2005. — 640 с. — ISBN 978-3549072615.

- Вельцер Х., Найтцель. З., Гудехус К. «Der Führer war wieder viel zu human, viel zu gefühlvoll»: Der Zweite Weltkrieg aus der Sicht deutscher und italienischer Soldaten. — Франкфурт-на-Майне : S. Fischer Verlag, 2011. — 464 с. — ISBN 978-3596188727.

- Вельцер Х., Найтцель. З. Солдаты. Протоколы боёв, убийств и смертей (нем. Soldaten. Protokolle vom Kämpfen, Töten und Sterben). — Франкфурт-на-Майне : S. Fischer Verlag, 2012 — 528 с. —  ISBN 978-3100894342.

- Ещё один участник исследовательской группы, Феликс Рёмер издал книгу Kameraden. Die Wehrmacht von innen.  — Мюнхен : Piper Verlag, 2012. — 544 с. — ISBN 978-3492055406.